# Walter II. Garnier
Walter II. Garnier († zwischen 1189 und 1191 vor Akkon) war ein Herr von Caesarea im Kreuzfahrerkönigreich Jerusalem. Seine Eltern waren Hugo Garnier und Isabella von Gothman.
Walter folgte zwischen den Jahren 1176 und 1182 seinem älteren Bruder, Guido Garnier, als Herr von Caesarea nach.
Am königlichen Hof gehörte Walter wahrscheinlich der Fraktion seines Schwiegervaters gegen jene des Guido von Lusignan an, der 1186 zum König aufstieg. Es ist unklar, ob Walter 1187 in der Schlacht bei Hattin mitkämpfte, allerdings wird er im Juli des Jahres bei der anschließenden Verteidigung von Tyrus an der Seite Graf Raimunds III. von Tripolis genannt. Nachdem Saladin Akkon erobert hatte, fiel auch Caesarea 1187 in dessen Hände. In Tyrus wurde Walter ein Parteigänger Konrads von Montferrat.
Walter starb zwischen dem Juli 1189 und dem Juli 1191 bei der Belagerung von Akkon an einer um sich greifenden Seuche. Seine Schwester Juliane Garnier erbte die Ansprüche auf die Herrschaft Caesarea, die vom Dritten Kreuzzug zurückerobert, wiederhergestellt und 1192 im Zuge eines Ausgleiches zwischen Saladin und Richard Löwenherz bestätigt wurde.